# North Tyneside
North Tyneside es un distrito metropolitano con el estatus de municipio, ubicado en el condado de Tyne y Wear (Inglaterra). Fue constituido el 1 de abril de 1974 bajo la Ley de Gobierno Local de 1972 como una fusión de los municipios de Tynemouth y Wallsend, parte del también municipio de Whitley Bay, el distrito urbano de Longbeton y parte del distrito rural de Seaton Valley.

## Geografía
Según la Oficina Nacional de Estadística británica, North Tyneside tiene una superficie de 82.39 km².

## Demografía
Según el censo de 2001, North Tyneside tenía 191 659 habitantes (47.85 % varones, 52.15 % mujeres) y una densidad de población de 2326.24 hab/km². El 19.19 % eran menores de 16 años, el 72.51 % tenían entre 16 y 74 y el 8.3 % eran mayores de 74. La media de edad era de 40.12 años. 
La mayor parte (97.35 %) eran originarios del Reino Unido. El resto de países europeos englobaban al 1.07 % de la población, mientras que el 0.32 % había nacido en África, el 0.93 % en Asia, el 0.17 % en América del Norte, el 0.03 % en América del Sur, el 0.12 % en Oceanía y el 0.02 % en cualquier otro lugar. Según su grupo étnico, el 98.08 % de los habitantes eran blancos, el 0.49 % mestizos, el 0.75 % asiáticos, el 0.18 % negros, el 0.36 % chinos y el 0.14 % de cualquier otro. El cristianismo era profesado por el 78.19 %, el budismo por el 0.11 %, el hinduismo por el 0.15 %, el judaísmo por el 0.05 %, el islam por el 0.53 %, el sijismo por el 0.16 % y cualquier otra religión por el 0.17%. El 13.73 % no eran religiosos y el 6.91 % no marcaron ninguna opción en el censo.
El 40.98 % de los habitantes estaban solteros, el 41.54 % casados, el 2.16 % separados, el 7.32 % divorciados y el 8.01 % viudos. Había 84 861 hogares con residentes, de los cuales el 33.03 % estaban habitados por una sola persona, el 11.07 % por padres solteros con o sin hijos dependientes, el 54.49 % por parejas (46.14 % casadas, 8.35 % sin casar) con o sin hijos dependientes, y el 1.41 % por múltiples personas. Además, había 3381 hogares sin ocupar y 133 eran alojamientos vacacionales o segundas residencias.

## Hermanamientos
North Tyneside está hermanado con:
- Mönchengladbach (Alemania).
- Oer-Erkenschwick (Alemania).
- Frederikshavn (Dinamarca).
- Halluin (Francia).
- Klaipėda (Lituania).
- Coatzacoalcos (México).